# Ciro Visciano
Ciro Visciano (Torre Annunziata, ... – ...; fl. XX secolo) è stato un calciatore italiano, di ruolo portiere.

## Carriera

A destra Ciro Visciano al Vomero nel 1929, con Motti dell'Aversana.

Giocò dal 1922 al 1925 con il Savoia, in Prima Divisione, laureandosi Campione dell'Italia Centro Meridionale e vicecampione d'Italia nel 1924.
Nel 1925 fu ceduto al Football Club Liberty di Bari con cui terminò al secondo piazzamento sia la stagione 1925-1926 che la stagione 1926-27 (a carattere interregionale); quest'ultima con un punto in meno della Lazio.
Nel 1931 tornò al Savoia, con cui terminò la carriera da calciatore nel 1935.

## Vita privata
Era sposato con Elena Di Salvatore da cui ebbe tre figli: Maria, Rosa e Francesco.

## Palmarès

### Club

#### Competizioni nazionali
- Campione dell'Italia Centro Meridionale: 1

Savoia: 1923-1924